# Lyanco
Lyanco Evangelista Silveira Neves Vojnović (ur. 1 lutego 1997 w Vitórii) – brazylijski piłkarz serbskiego pochodzenia występujący na pozycji środkowego obrońcy w klubie Atlético Mineiro. Wychowanek Botafogo, w trakcie swojej kariery grał także w takich zespołach, jak São Paulo, Torino oraz Bologna. Młodzieżowy reprezentant Serbii i Brazylii.